# Gran Premio Miguel Induráin 2017
La 69.ª edición de la   Gran Premio Miguel Induráin, fue una carrera ciclista que se disputó el sábado 1 de abril de 2017, sobre un trazado de 186 kilómetros entre Estella (Navarra) y el alto de la Basílica de Nuestra Señora del Puy.
La prueba perteneció al UCI Europe Tour 2017 de los Circuitos Continentales UCI, dentro de la categoría 1.1.

## Equipos participantes
| WorldTeams (5)- Cannondale-Drapac - Katusha-Alpecin - Movistar Team - Orica-Scott - Sky Equipos continentales profesionales (2)- Caja Rural-Seguros RGA - Israel Cycling Academy Equipos continentales (9)- Bolivia - Burgos-BH - Euskadi Basque Country-Murias - Inteja-Dominican - Kuwait-Cartucho.es - RP-Boavista - Rietumu Banka-Riga - Sporting-Tavira - W52-FC Porto Equipo nacional- España |
| |

## Clasificaciones finales
- Las clasificaciones finalizaron de la siguiente forma:[2]

| \| Clasificación general \| Clasificación general \| Clasificación general \| Clasificación general \| Clasificación general \| \| Ciclista \| Ciclista \| Equipo \| Tiempo \| \| \| --------------------- \| ----------------------- \| ----------------------------- \| --------------------- \| --------------------- \| \| 1.º \| Simon Yates \| Orica-Scott \| 4 h 34 min 01 s \| \| \| 2.º \| Michael Woods \| Cannondale-Drapac \| + 23 s \| \| \| 3.º \| Sergio Luis Henao \| Team Sky \| + 23 s \| \| \| 4.º \| Carlos Verona \| Orica-Scott \| + 26 s \| \| \| 5.º \| Marc Soler \| Movistar Team \| + 28 s \| \| \| 6.º \| Vasil Kiryienka \| Team Sky \| + 58 s \| \| \| 7.º \| Rubén Fernández Andújar \| Movistar Team \| + 1 min 44 s \| \| \| 8.º \| Gorka Izagirre \| Movistar Team \| + 1 min 44 s \| \| \| 9.º \| Damien Howson \| Orica-Scott \| + 2 min 56 s \| \| \| 10.º \| Toms Skujiņš \| Cannondale-Drapac \| + 3 min 50 s \| \| \| 11.º \| Tao Geoghegan Hart \| Team Sky \| + 3 min 53 s \| \| \| 12.º \| Jaime Rosón \| Caja Rural-Seguros RGA \| + 3 min 53 s \| \| \| 13.º \| Alex Howes \| Cannondale-Drapac \| + 3 min 53 s \| \| \| 14.º \| Garikoitz Bravo \| Euskadi Basque Country-Murias \| + 3 min 55 s \| \| \| 15.º \| Michał Gołaś \| Team Sky \| + 3 min 55 s \| \| \| 16.º \| Robert Power \| Orica-Scott \| + 4 min 03 s \| \| \| 17.º \| Alejandro Valverde \| Movistar Team \| + 4 min 06 s \| \| \| 18.º \| Michał Kwiatkowski \| Team Sky \| + 4 min 06 s \| \| \| 19.º \| José Joaquín Rojas \| Movistar Team \| + 4 min 06 s \| \| \| 20.º \| Mikel Nieve \| Team Sky \| + 4 min 06 s \| \| |                         |                               |                 |
| |                         |                               |                 |
| Fuente: ProCyclingStats |                         |                               |                 |
| Clasificación general |                         |                               |                 |
| Ciclista | Ciclista                | Equipo                        | Tiempo          |
| 1.º | Simon Yates             | Orica-Scott                   | 4 h 34 min 01 s |
| 2.º | Michael Woods           | Cannondale-Drapac             | + 23 s          |
| 3.º | Sergio Luis Henao       | Team Sky                      | + 23 s          |
| 4.º | Carlos Verona           | Orica-Scott                   | + 26 s          |
| 5.º | Marc Soler              | Movistar Team                 | + 28 s          |
| 6.º | Vasil Kiryienka         | Team Sky                      | + 58 s          |
| 7.º | Rubén Fernández Andújar | Movistar Team                 | + 1 min 44 s    |
| 8.º | Gorka Izagirre          | Movistar Team                 | + 1 min 44 s    |
| 9.º | Damien Howson           | Orica-Scott                   | + 2 min 56 s    |
| 10.º | Toms Skujiņš            | Cannondale-Drapac             | + 3 min 50 s    |
| 11.º | Tao Geoghegan Hart      | Team Sky                      | + 3 min 53 s    |
| 12.º | Jaime Rosón             | Caja Rural-Seguros RGA        | + 3 min 53 s    |
| 13.º | Alex Howes              | Cannondale-Drapac             | + 3 min 53 s    |
| 14.º | Garikoitz Bravo         | Euskadi Basque Country-Murias | + 3 min 55 s    |
| 15.º | Michał Gołaś            | Team Sky                      | + 3 min 55 s    |
| 16.º | Robert Power            | Orica-Scott                   | + 4 min 03 s    |
| 17.º | Alejandro Valverde      | Movistar Team                 | + 4 min 06 s    |
| 18.º | Michał Kwiatkowski      | Team Sky                      | + 4 min 06 s    |
| 19.º | José Joaquín Rojas      | Movistar Team                 | + 4 min 06 s    |
| 20.º | Mikel Nieve             | Team Sky                      | + 4 min 06 s    |